# Берег жінки
«Берег жінки» (англ. The Shore of Women) — феміністичний науково-фантастичний роман американської письменниці Памели Сарджент, виданий 1986 року. Розповідь у першій частині роману, «Анклав», ведеться від імені персонажок Лаїсси та Авріль. У другій частині («Притулок») — від імені Бірани та Авріль, а в третій частині («Святиня») — знову від імені Лаїсси.

## Сюжет
Після руйнівної ядерної війни жінки перемагають у світі. Вони будують великі міста з мурами та виганяють чоловіків, які блукають на заході, за межами міст у бандах кочових племен. Жінки ж вшановують Богиню в своїй святині. Одна з жінок-бунтарок була вигнана до західних земель. Там вона знаходить чоловіка, в якого закохується, разом вони зближують свій розділений світ та наближають його до рівноваги.

## Відгуки
Фільм «Берег жінок» увійшов до списку «Наукова фантастика: 101 найкращий роман 1985—2010» Дем'єна Бродеріка та Пола Ді Філіппо.
Publishers Weekly вважає, що «деякі пуристи наукової фантастики можуть бути здивовані виразно еротичним характером цієї історії, але завдяки своїй блискучій прозі та яскравим персонажам Сарджент (Венера мрій) написала переконливий та емоційно захопливий роман». У рецензії «Нью-Йорк Таймс» Джеральд Джонас високо оцінив ставлення Сарджент до гомосексуальності в книзі і написав: «Я аплодую амбіціям пані Сарджент і захоплююся тим, як вона непохитно слідує логіці свого бачення».